# Facundo Coria
Facundo Gabriel Coria (Buenos Aires, 28 maggio 1987) è un calciatore argentino, centrocampista svincolato.

## Carriera

### Club

#### Inizi, Vélez e prestiti
Coria inizia la propria carriera nelle giovanili del Vélez Sarsfield, nelle quali entra all'età di 11 anni. Debutta con la prima squadra nel 18 febbraio 2007 contro il Racing Club. Con il Vélez ha disputato 18 partite e segnato 2 gol.
Nel 2008 viene ceduto in prestito all'Arsenal Sarandí, con il quale gioca otto partite nell'Apertura 2008 e vince la Coppa Suruga Bank 2008.
Nel 2009 il Velez raggiunge un accordo per il prestito semestrale di Coria all'Emelec, in Ecuador. Con Los Eléctricos metterà a segno 3 gol e si classificherà al primo posto nella prima fase della Serie A 2009.
Tornato dall'esperienza in Ecuador, viene ceduto in prestito per la stagione 2009-2010 all'Argentinos Juniors. Guidato dal tecnico Claudio Borghi totalizza 33 presenze in stagione, contribuendo con 4 reti e 4 assist alla vittoria del Torneo di Clausura.

#### Villarreal e ritorno in Sud America
Dopo l'ottima stagione tra i Bichos Colorados, nell'estate del 2010, gli spagnoli del Villarreal, lo portano in Europa. Dopo aver trovato poco spazio in prima squadra, la società decide di fargli giocare la seconda parte di stagione nella squadra riserve.
Nel primo semestre del 2011 è ceduto in prestito al Pachuca in Messico, dove tuttavia gioca solo 1 partita da titolare, subentrando dalla panchina in altre 5 occasioni.
Per la stagione 2011-2012 torna, ancora in prestito, in Argentina, accasandosi all'Estudiantes (LP). Qui colleziona 10 presenze di cui 8 da titolare, trovando poco spazio nel suo ruolo naturale da trequartista e venendo impiegato come ala sinistra.
Il 21 luglio 2012 il Villarreal e la società cilena del Colo-Colo raggiungono un accordo per il prestito del giocatore per un anno.

#### Ritorno in Argentina e parentesi all'estero
Nell'agosto del 2013 torna all'Argentinos Juniors. In questa stagione raggiunge la semifinale di Copa Argentina, miglior risultato nella storia del club.
Rimasto svincolato a maggio 2015 sbarca nella Major League Soccer al D.C. United.
L'anno successivo viene tesserato dal Quilmes, con cui retrocede in Primera B Nacional.
Nel 2017 viene acquistato dall'Estudiantes de San Luis.
Il 1º gennaio del 2019 firma per il Monagas SC squadra di prima divisione venezuelana.

#### Arrivo in Italia
Il 29 agosto del 2019 dello stesso anno disputa per la prima volta in carriera un campionato dilettante, firmando il Messina, militante in Serie D. Dopo due stagioni in Sicilia passa a titolo gratuito al Casarano.